# Tephrosia maxima
Tephrosia maxima är en ärtväxtart som först beskrevs av Carl von Linné, och fick sitt nu gällande namn av Christiaan Hendrik Persoon. Tephrosia maxima ingår i släktet Tephrosia och familjen ärtväxter. Inga underarter finns listade i Catalogue of Life.